# Лаерт (персонаж)
Лаерт (англ. Laertes) — персонаж трагедії Вільяма Шекспіра «Гамлет», син впливового вельможі Полонія, брат Офелії. Являє собою класичний тип месника.

## Лаерт як персонаж твору
Знайомство з персонажем, якого один з придворних характеризує як «справжнього джентльмена, привабливого в обігу і прекрасної зовнішності», відбувається в залі для прийомів ельсинорського замку. Молодий чоловік, який прибув в Данію з Франції для участі в заходах з нагоди коронації короля Клавдія, просить у монарха дозволу повернутися в Париж. Присутній при розмові Полоній визнається Клавдію, що син, що прагне вирватися з рідного дому, «вимотав йому душу». Король дає згоду на поїздку і напучує Лаерта фразою: «Шукайте щастя!» .
За словами літературознавця Олександра Аникста, Лаерт успадкував від батька схильність до моралей; прощаючись із сестрою, герой дає Офелії ряд настанов, зокрема, просить її відхилити залицяння Гамлета, тому що принц данський не владний над своїми бажаннями: «Він в підданстві у свого народження, / Він сам собі не ріже свій шматок». Офелія у відповідь зауважує, що її брат — «безтурботний і порожній гуляка» — не завжди співвідносить вчинки з власними повчальними розмовами.
Наступна поява героя відбувається вже після загибелі Полонія, який отримав смертельний удар від шпаги Гамлета в той момент, коли царедворець підслуховував розмову принца з матір'ю. Лаерт не знає обставин, за яких заподіяно фатальний удар, але рішуче налаштований на помсту. Вриваючись разом з бунтівниками в ельсинорський палац, молодий чоловік вимагає, щоб король повернув йому батька. Дослідники зазначають, що в цій ситуації запальний і нестримний юнак мало нагадує обережного, схильного до закулісних інтриг Полонія: «В ньому [Лаерта] є риси феодала, який вважає себе рівним королям». Його гарячий темперамент проявляється і в інших сценах: так, Лаерт обурюється відсутністю належної поваги до пам'яті батька при його похованні й загрожує пекельними муками священнику, який проводить «скорочений» обряд прощання з Офелією.
Свідченням того, що помста для Лаерта — вище честі, є, за твердженням Аникста, надзвичайна легкість, з якою герой приймає план Клавдія, пропонує вбити Гамлета витонченим способом — так, що «навіть мати не намір побачить». Згідно із задумом короля, під час битви з принцом синові Полонія буде запропоновано рапіра з отруєним клинком, тоді як Гамлету — звичайна. Однак під час поєдинку герої випадково міняються зброєю; і той, і інший отримують смертельні поранення. Перед смертю Лаерт встигає покаятися, визнати свою провину за вбивство принца і попросити у того пробачення за скоєне: «Я сам покараний своїм віроломством».

## Тема помсти. Гамлет і Лаерт
За словами літературознавця Ігоря Шайтанова, якби Шекспір зробив основною дійовою особою не Гамлета, а Лаерта, образ головного героя не потребував би додаткової розшифровки — навпаки, центральний персонаж трактувався б поза поетики загадок: «Лаерт — правильний месник». Точно так характеризував сина Полонія і літературний критик Іван Аксьонов, який вважав, що цей герой «весь на долоні». Розглядаючи помсту як один з основних мотивів трагедії, дослідники порівнюють реакцію Гамлета і Лаерта на ті чи інші події, поготів, що герої перебувають в подібних обставинах: в обох вбиті батьки, а значить, потрібно — відповідно до понять епохи — розв'язувати питання про розплату за скоєне.

Якщо Гамлет, здогадуючись про причетність короля до смерті батька, вважає за необхідне зібрати неспростовні докази його вини, то Лаерт геть позбавлений рефлексій: він з'являється в Ельсінорі з думкою про те, що повинен покарати Клавдія: «І хай буде, що буде; лише б за батька / Помститися як слід». Принц, навіть отримавши підтвердження своїм підозрам, не поспішає з покаранням. В його повільністі поет Гете побачив поєднання «сильного інтелекту і слабкої волі», тоді як письменник і критик Карл Вердер пояснив бездіяльність Гамлета відсутністю сприятливих обставин. На фоні Гамлета, який «зволікає бути руйнівником», Лаерт виглядає нетерплячим — він не хоче чекати й прагне здійснити правосуддя згідно з нормами рівного відплати: «око за око, зуб за зуб, кров за кров».
Якби Лаерт надумав розбиратися в причинах загибелі свого батька, то змушений був би визнати, що Полоній сам накликав смерть, активно підтримуючи інтриги проти короля Гамлета. Принц не торкнувся б Полонія, якби той сам не підставив груди під удар, що призначався не для нього, а для Клавдія. Але феодальна мораль не вважається з обставинами, її веління категоричні — і Лаерт мститься.
Готуючись до поєдинку з принцом, Лаерт йде в обхід правил чесного і відкритого бою. Водночас опинившись перед лицем смерті, син Полонія сповнений каяття («Пробачимо один одного, благородний Гамлет!»). Принц, сам стоячи на краю загибелі, відпускає свого опонента словами: «Будь чистим перед небом! За тобою йду я». Аналізуючи причини, по яких Гамлет прощає Лаерта, Аникст згадав, що з-поміж шекспірівських героїв-аристократів чимало тих, хто в пікових ситуаціях поводяться підступно, — мова йде про персонажів п'єс «Два веронця», «Все добре, що добре кінчається», «Міра за міру». «Амністія», одержувана цими героями, походить, можливо, до внутрішньої установки драматурга, вираженої словами: «Ви у власне серце постукайте, / Його запитаєте: чи знало воно / Такий же гріх…»].

## Мовні образи Лаерта
Дослідники, вивчаючи характер Лаерта, звертають увагу на особливості мовлення персонажа. Судячи з лексики, син Полонія вельми начитаний: так, йому знайомі праці античних авторів, тому під час похорону Офелії він вигукує, що на могилі померлої сестри буде споруджений пагорб, який перевищить «і Пеліон, і синього Олімпу небесне чоло». Герой, ймовірно, читав популярний в XVI столітті пасторальний роман Філіпа Сідні «Аркадія» — саме звідти він черпає фрази про «вогняну мова, яка бажала б спалахнути».
Одним із постійних образів, присутніх в мові Лаерта, є квіти. Прощаючись із сестрою перед від'їздом до Парижа, герой згадує, що недовга прихильність до неї Гамлета схожа з поривом, примхою крові й «квіткою фіалки на початку весни». Наставляючи Офелію на шлях чеснот, Лаерт застерігає її від необачних кроків: «Хробак часто точить первістків весни, / Поки ще їх не розкрилися бруньки». Коли труна з тілом дівчини опускається в могилу, її брат знову звертається до теми квітів: «І нехай з цієї непорочної плоті / Виростуть фіалки!». На думку шекспірознавців, квіти, з одного боку, дійсно невіддільні від образу Офелії; з іншого — вони є неодмінним елементом риторики Лаерта, який висловлює свої думки з химерною витонченістю.

## Сценічні та кінематографічні втілення
Роль Лаерта стала дебютною для ряду акторів, які згодом зіграли Гамлета. Так, в шекспірівському репертуарі Едвіна Бута, який починав театральну кар'єру в 1849 році з поїздок по американських штатах, фігурувала — серед інших — і роль сина Полонія. Англійський трагік Генрі Ірвінґ втілив у «Гамлеті» відразу кілька образів, включаючи принца данського і Лаерта. У січні 1837 року прем'єра «Гамлета» відбулася на сцені Малого театру; роль Лаерта дісталася двадцятирічному Івану Самаріну. На думку критика Віссаріона Бєлінського, юний випускник Московського театрального училища не продемонстрував майстерності через «слабкий голос». Однак надалі Самарін не раз звертався до шекспірівських героїв, в тому числі до Меркуціо з «Ромео і Джульєтти», Гамлета та інших.
У кінематографі образ Лаерта втілили Теренс Морган («Гамлет», 1948), Степан Олексенко («Гамлет», 1964), Натаніель Паркер («Гамлет», 1990), Майкл Малоні («Гамлет», 1996).